# Riccardo Minali
Riccardo Minali (Isola della Scala, Província de Verona, 19 d'abril de 1995) és un ciclista italià, professional des del 2017 i actualment a l'equip Intermarché-Wanty-Gobert Matériaux.
És fill del també ciclista Nicola Minali.

## Palmarès
- 2015
  - 1r a la Coppa Città di Melzo
  - 1r al Circuit del Porto-Trofeu Arvedi
  - 1r a la Medaglia d'Oro Città di Monza
- 2016
  - 1r a la La Popolarissima
  - 1r a la Vicenza-Bionde
  - 1r al Trofeu Ciutat de Castelfidardo
- 2018
  - Vencedor de 2 etapes al Tour de Langkawi[2][3]

### Resultats al Giro d'Itàlia
- 2021. 143è de la classificació general[4]